# Kimon Georgiev

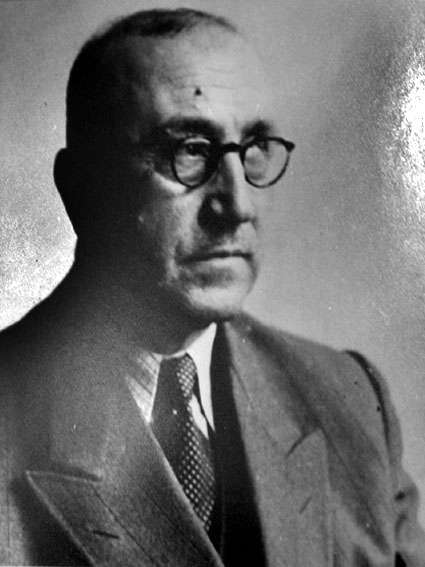
Kimon Georgiev

Kimon Stoijanov Georgiev (Bulgaars: Кимон Стоянов Георгиев) (Pazardzjik, 11 augustus 1882 - Sofia, 28 september 1969) was een Bulgaars politicus en militair. Sinds 1919 lid van de Militaire Unie. In 1923 speelde hij een rol in de staatsgreep waarbij premier Aleksandur Stamboeliski om het leven kwam. In de jaren '30 sloot hij zich aan bij de rechts-autoritaire, grotendeels militaire Zveno ('Schakel'). De Zveno streefde naar een autoritair geregeerde, corporatistische staat. 
In juni 1934 pleegden kolonel Damjan Veltsjev en kolonel Kimon Georgiev namens de Zveno en de Militair Liga een geslaagde coup. De werkelijke machthebber was Veltsjev, doch deze koos ervoor om op de achtergrond te blijven en benoemde Georgiev tot premier. Hoewel de nieuwe regering autoritair regeerde en politieke partijen verbood, wisten de zvenari de rust en stabiliteit in het sinds 1923 in anarchie verkerende land te herstellen. Premier Georgiev knoopte betrekkingen aan met de Sovjet-Unie en deelde de bevolking in beroepsgroepen (corpora's) in.
De nieuwe regering streefde naar een nieuwe grondwet, waarin de macht van koning Boris III drastisch zou worden ingeperkt. Velchev streefde zelfs naar een republiek.
In februari 1935 greep de koning in en zette hij de regering af. Hij benoemde generaal Zlatev tot minister-president en Georgiev, Veltsjev en andere zvenari vluchtten naar het buitenland. Zij werden bij verstek ter dood veroordeeld. Korte tijd later keerde Georgiev echter naar Bulgarije terug. Hij werd echter gearresteerd. Omdat de koning een tegenstander was van de doodstraf, weigerde hij het doodvonnis te ondertekenen en zette de straf om in levenslang. Een paar jaar later werd Georgiev vrijgelaten.
Tijdens de Tweede Wereldoorlog koos Bulgarije voor de asmogendheden (Duitsland, Italië, Japan) en vocht het land tegen de geallieerden. Georgiev diende in een regiment, maar was ook lid van het Vaderlands Front, de overkoepelende verzetsorganisatie waar ook de communisten lid van waren. Toen het tij begon te keren voor de As, en het Rode Leger in september 1944 Bulgarije binnentrok, pleegde het Vaderlands Front een staatsgreep en werd kolonel Georgiev premier. Hij vloog naar Moskou en tekende een wapenstilstandsverdrag. 
Spoedig begonnen de communisten de regering te domineren en in 1946 werd Georgiev opgevolgd door de communistische veteraan Georgi Dimitrov. Georgiev was daarna vice-premier en minister van Defensie. Van 1949 tot 1959 was hij minister van Verkeer. Sedert 1959 werd hij een lid van het Presidium van de Nationale Vergadering. In 1969 trok hij zich uit de politiek terug.